# 케이스 웨스턴 리저브 대학교

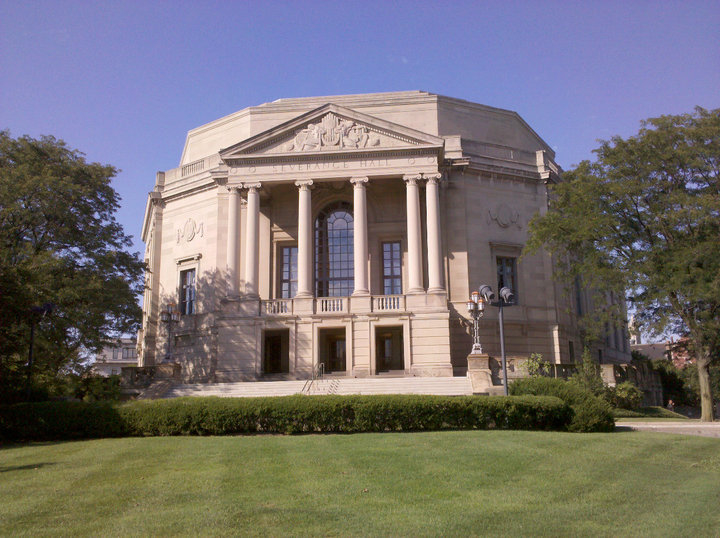
대학 캠퍼스 내에 위치한 세브란스 홀.

케이스 웨스턴 리저브 대학교(Case Western Reserve University) (CWRU 또는 Case, 케이스)는 미국 오하이오주 클리블랜드 소재의 연구 중심 명문 상위권 사립 대학교이다. 매년 미국 국내 대학 순위를 매기는 시사 주간지 US World News 2017 랭킹으로 보았을 때, 오하이오주에서의 Top 대학이다.  US World News가 아카데믹분야, 재정보조, 학생들의 경험과 교육의 질 등을 포괄적으로 조사하여 선정하는 미국 히든 아이비 대학 63개 대학들 중 하나로 선정된 대학이기도 하다. 2018년 기준 학생들의 평균 입학 점수는 ACT 32점으로 상위 3%안에 드는 높은 점수이다. 

US World News는 2008년에 케이스 웨스턴 리저브 대학을 "가장 가치있는 대학" 랭킹에서 약 5000개의 미 전국 대학 중에서 25위로, 2008년 미국의 국립 과학 재단 (National Science Foundation)은 공학 및 과학박사 학위를 취득하기 위해 지속적으로 양질의 학부생을 배출하는 비율이 가장 높은 대학들 중에서 23위로 선정하였으며, 과학 및 공학 연구개발을 위한 연방정부 지출부문에서는 민간 기관 중 13 위를 차지할 정도로 과학과 공학에 대한 투자 및 성과가 큰 대학중 하나다. 미국대학 전체 순위는 37위로 선정되었다. 이는 메머드급 규모의 주립대학이나 대형 사이즈의 종합사립대학과 비교하였을 때 케이스 웨스턴 대학의 사이즈가 그리 크지 않은 중형급(또는 중소형급) 대학이라는 점을 감안한다면 이 대학이 내고 있는 연구성과는 상당하다는 반증이기도 하다. (학부와 대학원규모를 합쳐 1만여명 정도인 작은 규모). 일례로, 대학 내에는 Research I 등급을 획득한 최첨단 연구시설을 포함해서, 학과별 연구시설 외에도 천문대 2개, 생물학 현장 연구소 및 100개에 가까운 과학, 공학 연구센터와 연구실을 대학 내/주변에 보유하고 있을 정도다. 이같은 연구소들은 2013년 기준, 1,600개 이상의 프로젝트를 실행하고 3억불 이상의 연구자금을 유치하였다. 이러한 막대한 인프라의 혜택을 바탕으로 이 대학의 많은 학부생들과 대학원생들이 실험실에서 다양한 인턴쉽 기회를 가지며 연구에 적극적으로 참여하고 있다.

미국 내 50개 주, 91개국에서 온 5,121명의 학부생과 6,219명의 대학원생, 그리고 3,360명의 교수진으로 이루어져 있으며, 71개의 전공을 운영한다. 졸업생들에게 가장 인기있는 6 개의 전공 분야는 의생명 공학, 생물 / 생물 과학, 사회 사업, 간호, 기계 공학 및 심리학이다. 특히, 케이스 웨스턴 리저브 대학의 학부 공동체는 의학 및 공학 분야에 중점을 두고 있는 것으로도 잘 알려져 있다. 과학이나 공학, 의학계통으로 경쟁력이 높은 대학이기도 하지만, 경영학과나 법과대학의 명성 또한 높은 대학중 하나다. 경영학과출신들은 주로 Big4 회계법인에 취업을 하는 편이며, IT 대기업및 투자은행으로의 취업도 활발하다. 케이스 웨스턴의 법대 (School of Law) 내에서 건강(의학)관련 법학(Health Law - 보건법)분야는 전미 3위를 기록하고 있고, 경영대학원의 Organizational Behavior는 Top 10, Social Work 부문은 9위에 랭크되어 있다.

## 역사

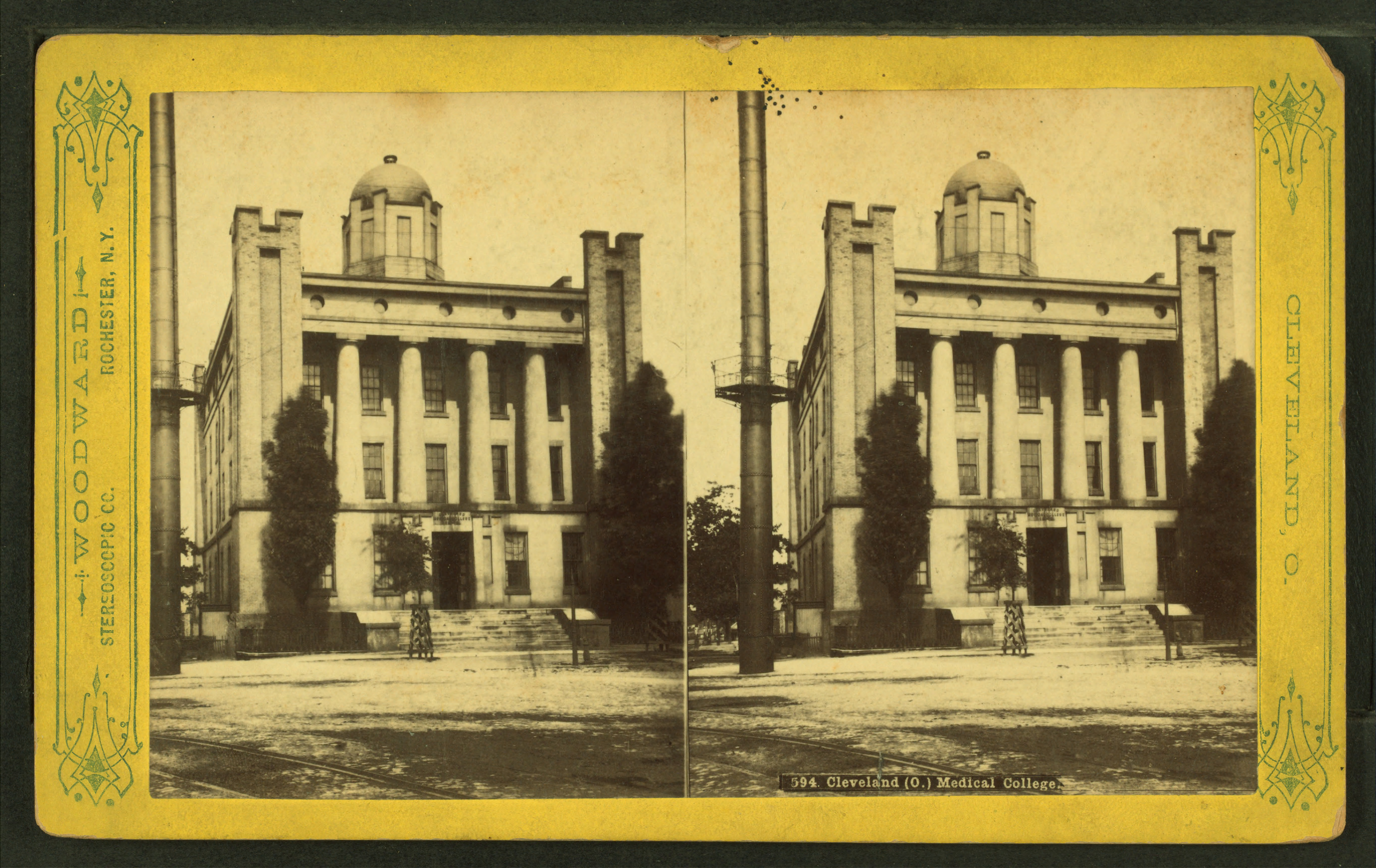
초기 의학대 건물

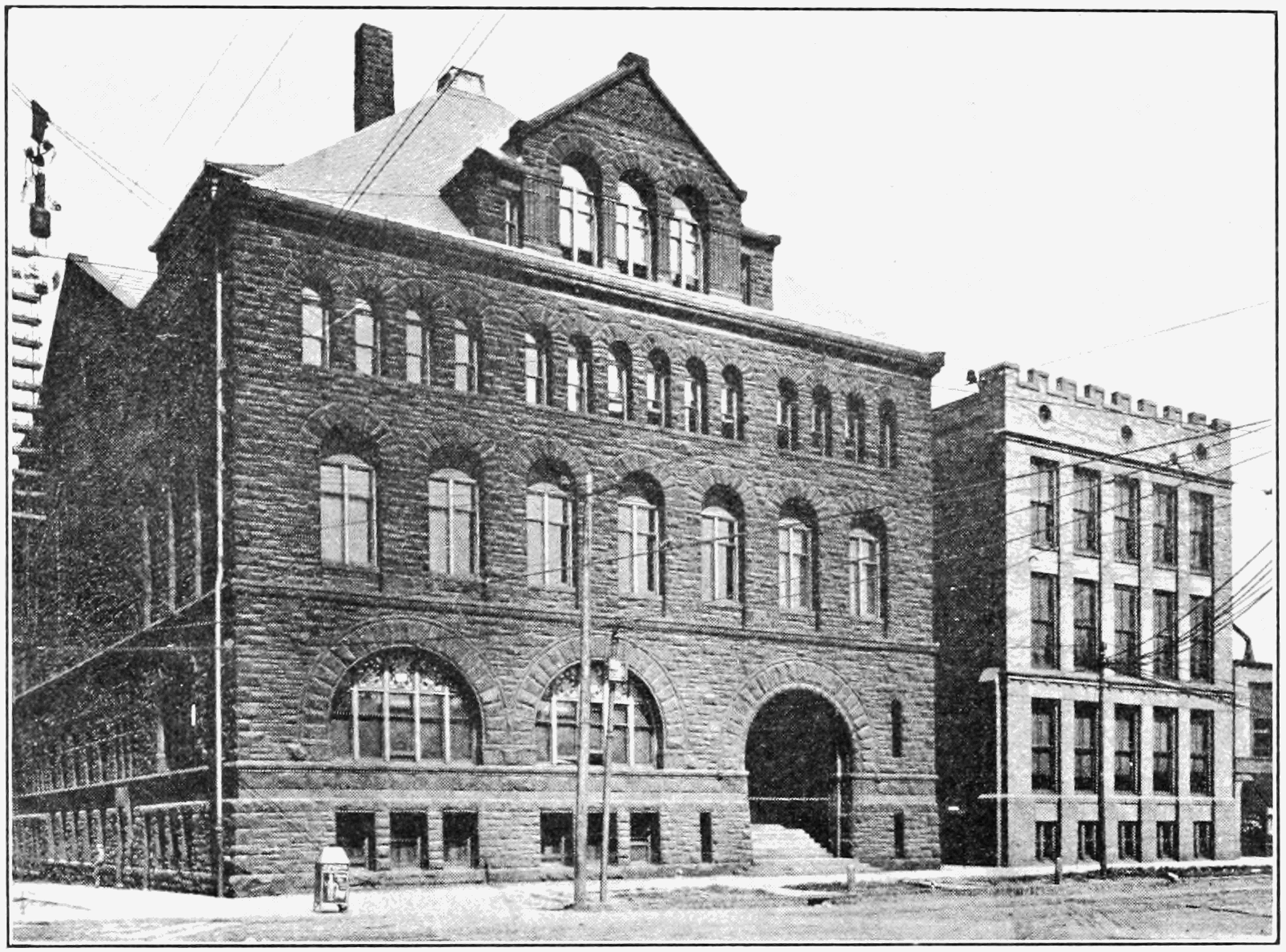
1843년의 웨스턴 리저브
대학 의학생리학대 연구소

### 설립
초기 역사는 웨스턴 리저브 대학교(1826)와 케이스 공과대학(1882)에서 시작한다.

### 발전
1887년 물리학의 역사상 가장 중요한 실험 중 하나인 마이컬슨-몰리 실험이 이 대학에서 진행되어 후에 아인슈타인의 상대성 이론에 기반이 되었다. 이전까지 상호 협력 관계였던 두 대학은 1967년에 통합하였다. (케이스 웨스턴 리저브 대학교) 카네기와 포드 재단 그리고 클리블랜드 시의 협력으로 발전하여 현재에 이르고 있다.

## 학교 현황
케이스 웨스턴 리저브는 Research I 등급을 획득한 최첨단 연구시설을 자랑한다. 학과별 연구시설 외에도 천문대 2개, 생물학 현장 연구소 및 100개에 가까운 연구센터와 연구실을 보유하고 있다. 케이스 웨스턴 리저브의 특징 중 하나는 모든 학생이 세미나 방식의 "SAGES"라 불리는 프로그램에 참여한다는 것이다. SAGES는 네 개의 세미나로 이루어져 있는데, 입학 뒤 3년동안 진행되며 읽기와 쓰기를 포괄하는 의사소통 기법에 중점을 두고 있다. 학생은 핵심 커리큘럼, 전공 필수과목과 부전공 등을 통하여 선택한 분야에 대한 전문 지식은 물론 폭넓은 지적 기초를 쌓게 된다.
케이스 웨스턴 리저브 의대 순위는 미국 200여 개의 의대중 24위이다. 협력 수련 병원중 미국 종합병원 랭킹 4위를 차지한 클리브랜드 클리닉이 있다. 클리브랜드 클리닉은 흉부외과, 심장내과, 비뇨기과, 신장내과 미 전국 1위로 명성이 높으며, 1270 병상으로 미국에서 11번째로 큰 종합병원이다. 치과 또한 클리닉 이수과정이 우수한 학교이다. 생의공학(Biomedical Engineering)부문도 뛰어나며, 미 전국에서 6위를 차지했다.
다음은 미국 전국 순위이다.
- 가장 가치있는 대학 - 37위[2]
- 종합 순위 - 37위[3](2017)
- 공학대학 - 42위
- 응용사회과학 대학원 - 10위[4]
- 간호대학원 - 종합 15위[5]
- 약학대학원 - 종합 20위[6]
- 공과대학원 - 종합 46위[7]

## 구성
케이스 공과대학과 웨스턴 리저브 대학이 결합하여 설립된 케이스 웨스턴 리저브 대학에서는 4,300여 명의 학부생이 공학, 과학, 건축, 경영, 간호, 예술, 인문, 사회과학 및 행동과학 과정을 수학하고 있다.
대학원 및 전문대학원으로는 응용사회과학, 법학, 경영, 의학, 치의학과 간호 과정이 있다. 5년제 학-석사 결합과정과 복수전공 및 결합학위 과정도 제공한다.
다음은 대학 및 대학원 목록이다.
- Mandel 응용사회대학원 (Mandel School of Applied Social Sciences)
- 문리과대학ㆍ대학원 (College of Arts and Sciences)
- Case 공과대학ㆍ대학원 (Case School of Engineering)
- Frances Payne Bolton 간호대학ㆍ학원 (Frances Payne Bolton School of Nursing)
- 대학원 (School of Graduate Studies)
- Franklin T. Backus 법학대학원 (Franklin T. Backus School of Law)
- Weatherhead 경영대학원 (Weatherhead School of Management)
- Case 의학대학원 (Case School of Medicine)
- Case 치의학대학원 (Case School of Dental Medicine)
- Mandel 비영리조직 센터 (Mandel Center for Nonprofit Organizations)

## 입학 현황

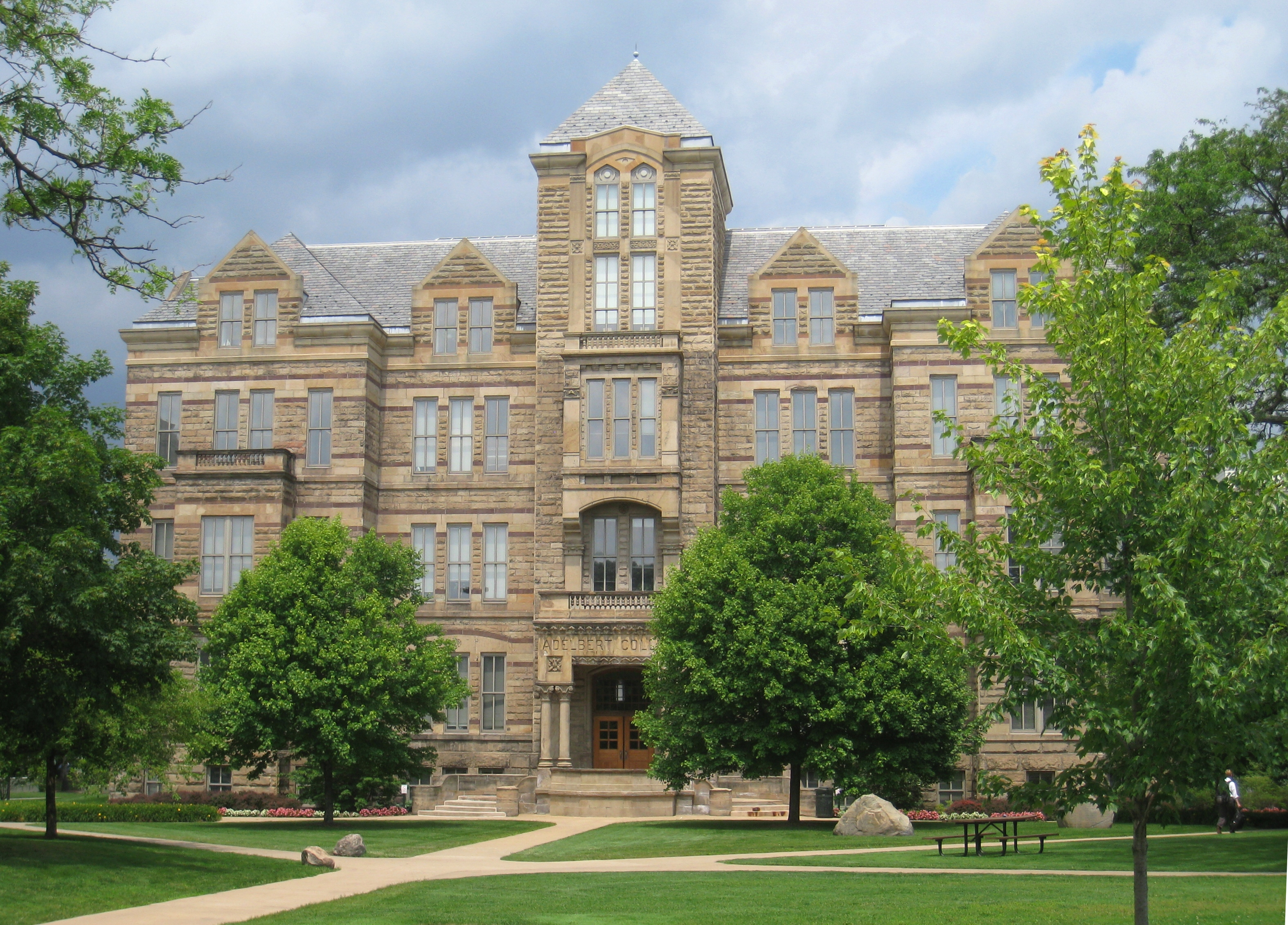
Adelbert 홀

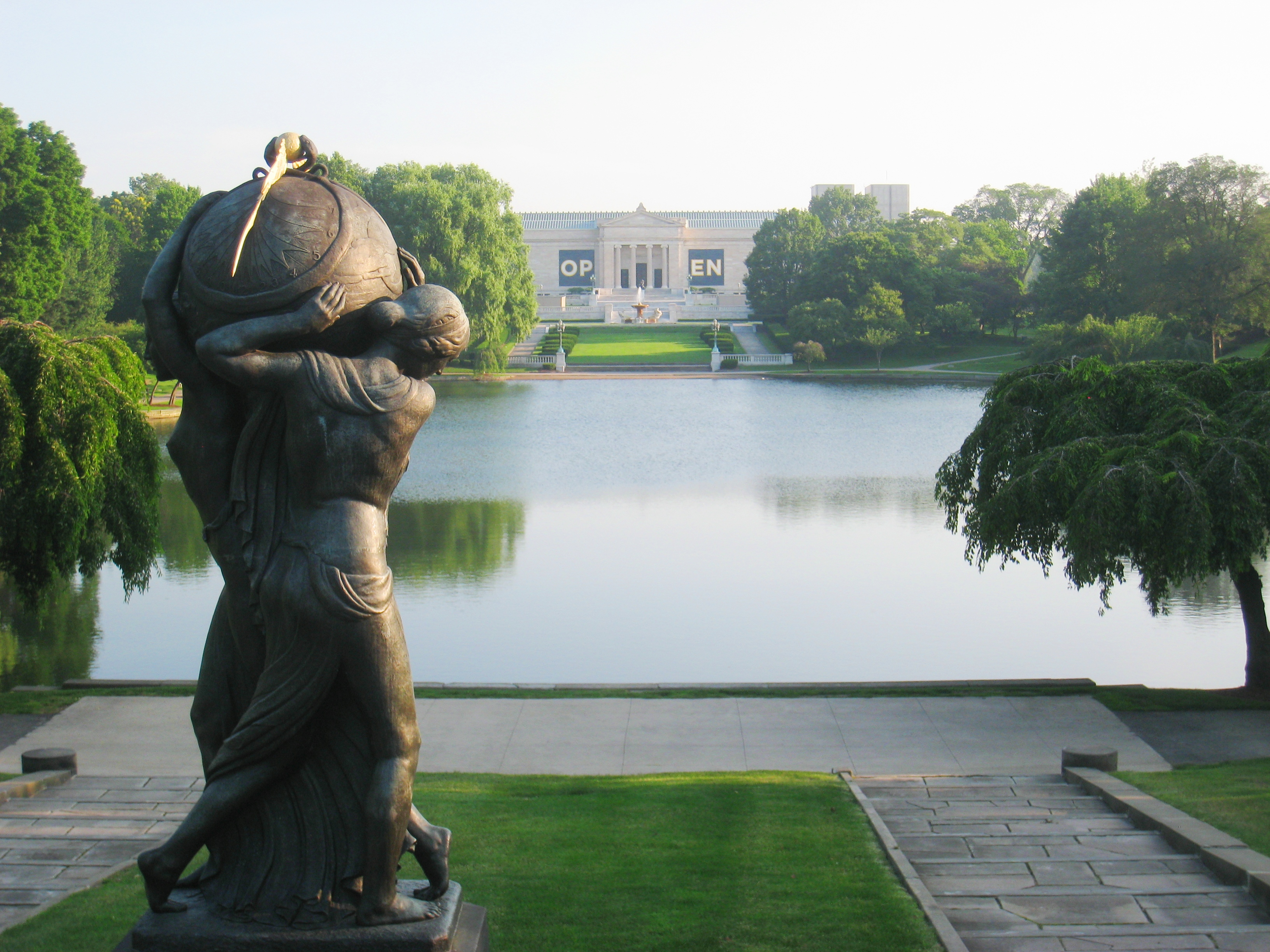
클리블랜드 미술관과 대학교 캠퍼스가 위치한 University Circle.

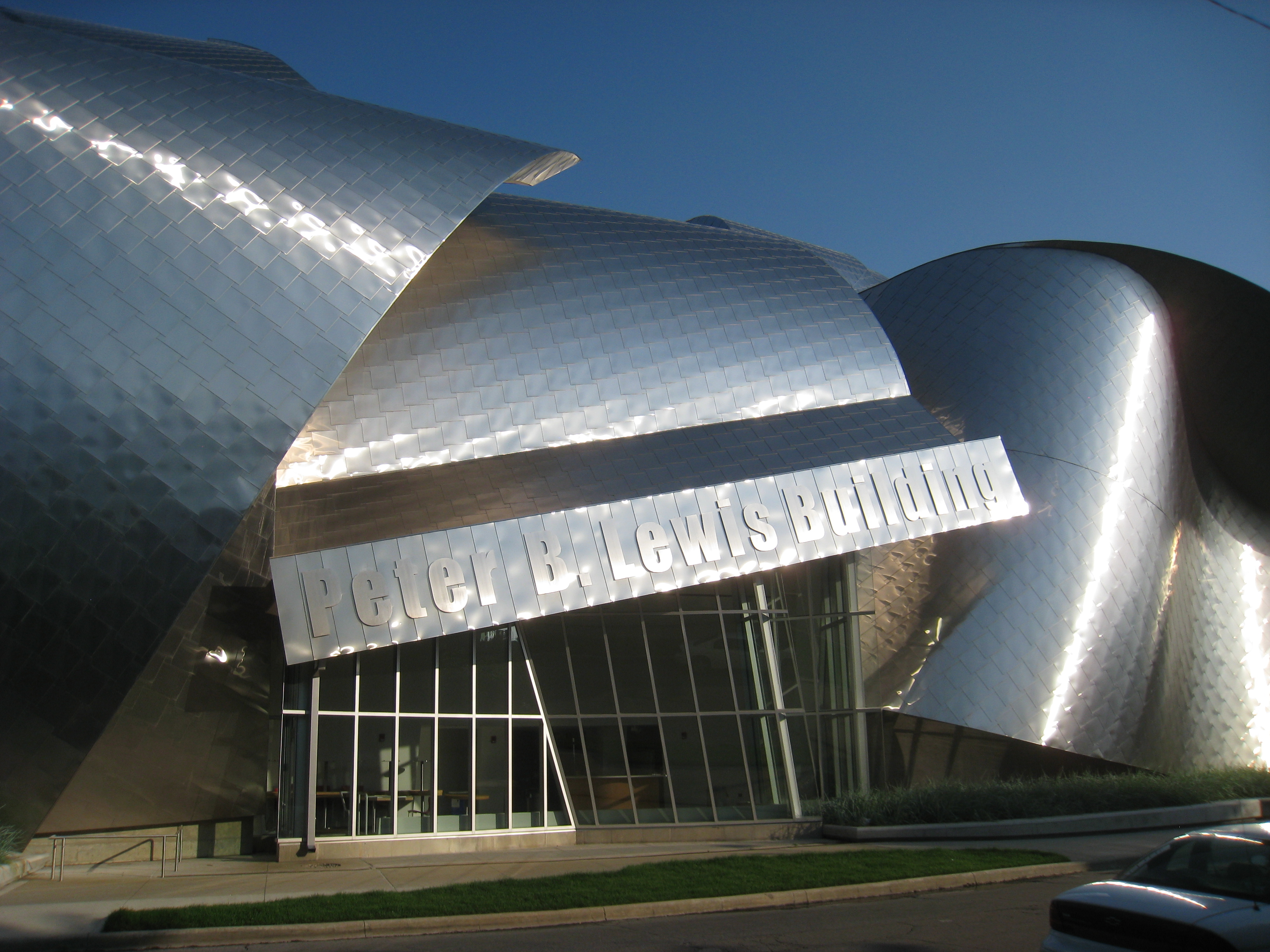
Weatherhead 경영대학원이 위치한 Peter B. Lewis 빌딩.

합격자 중 97%가 $34,318 상당의 재정지원금을 받았으며, 중간 50% SAT 점수는 수학 650-750, 독해 610-700, 작문 600-690 점, ACT는 28-32점이다.
35%는 오하이오주에서, 56%는 타 49개 주에서, 9%는 국제학생이다.

## 캠퍼스와 학생 구성

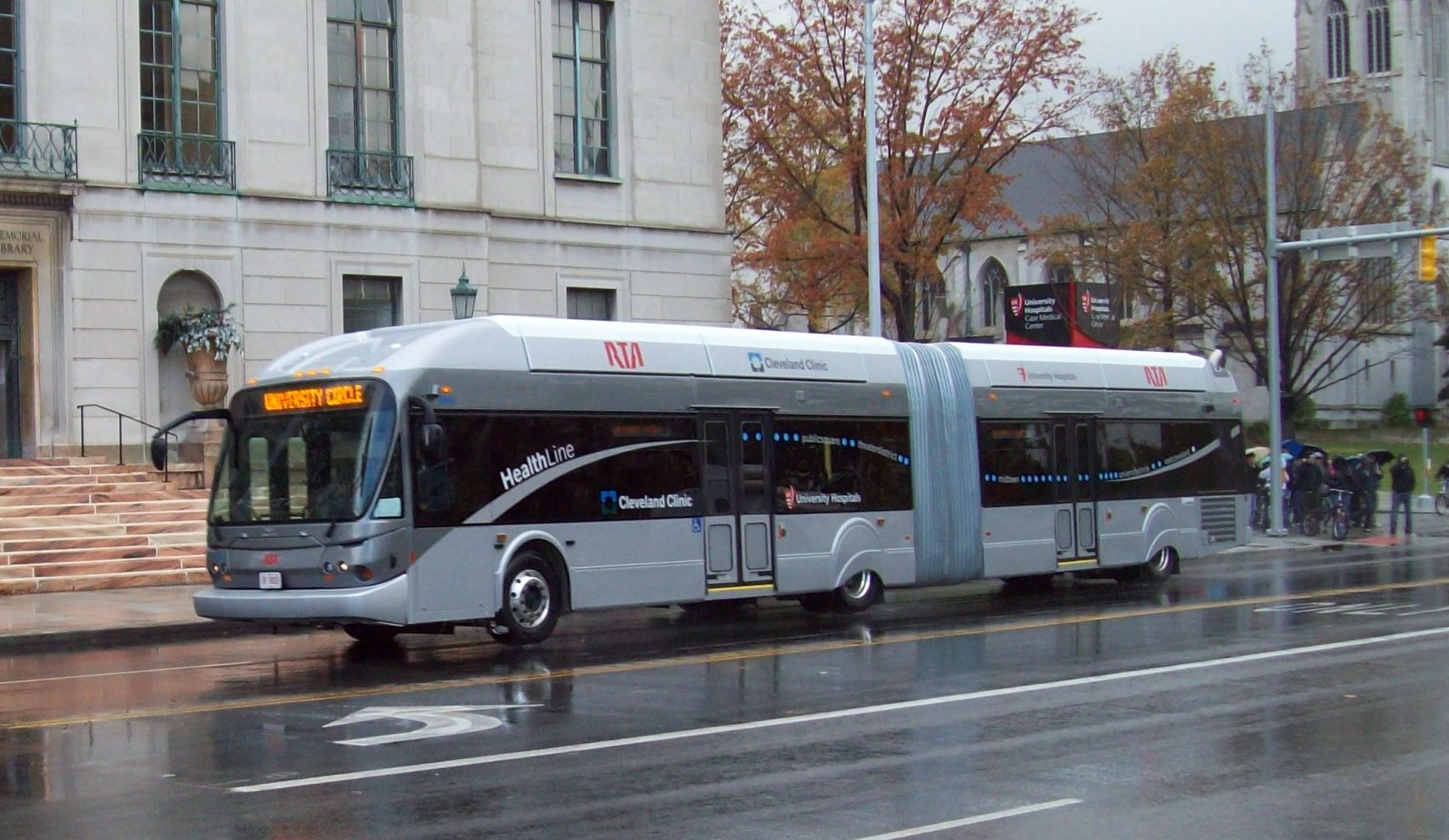
대중교통으로 이용되는 버스, HealthLine.

대학이 자리잡고 있는 유니버시티 서클(University Circle)은 클리블랜드 시 도심에서 전철로 10분 거리로, 클리블랜드 미술관, 클리블랜드 자연사 박물관, 클리블랜드 음악학회, 클리블랜드 청시각 센터, 클리블랜드 식물관, 클리블랜드 오케스트라의 무대인 세버렌스 홀 등은 도보로 이용할 수 있는 거리에 있다.

## 저명한 동문
앨버트 A. 마이컬슨, 존 J. R. 맥클라우드, 폴리카프 쿠시, 도널드 글레이저, 얼 윌버 서덜랜드와 2017년 노벨 경제학상을 수상한 리처드 탈러 등을 포함한 17명의 노벨상 수상자 등이 있다.
Dow Chemical (다우 케미칼)의 창립자인 Herbert Dow가 학부를 나왔다.
우리나라에서도 잘 알려진 "아직도 가야할 길"의 저자인 Scott Peck이 의대출신이다.
글로벌 회계법인 Ernst&Young (언스트앤영, 우리나라에서는 한영언스트앤영 회계법인)의 CEO인 Mark Weinberger 가 MBA 와 JD를 마쳤다
TeX을 만든 도널드 크누스 (Donald Knuth) 가 이 대학의 전신 중의 하나인 케이스 공과대학 수학과 출신이다. 
구글의 지메일 (Gmail) 을 만든 폴 부케이트 (Paul Buchheit) 가 다녔던 학교이다. 
Craigslist를 만든 크레이그 뉴마크가 학부와 대학원을 마쳤다.
루소 형제는 둘 다 클리블랜드 태생으로 대학원에 재학 중, 영화를 제작하기 시작하여 커리어를 쌓은 후, 마블의 작품들을 감독하고 있다.
마이크로소프트가 설립될 때 빌 게이츠와 폴 앨런과 함께 한 초기 11명의 직원중 6번째 직원인 스티브 우드와 훗날 마이크로소프트의 부사장이자 최고 운영 책임자로 고용된 밥 허볼드.
워너 브라더스사 현 CEO이자 대표인 케빈 츠지하라의 전임 CEO이자 대표였던 베리 메이어는 케이스 웨스턴 리저브 대학교의 법대를 졸업했다.
컴퓨터 백신의 개발자, 피터 티펫은 케이스 의과대학에서 생화학 박사, 이후에 의학박사를 받고 졸업, 그가 개발한 안티 바이러스 소프트웨어는 시맨텍에게 팔려 노턴 안티바이러스가 된다.

## 같이 보기
- 사립기술대학협회